# Rostislav Klesla
Rostislav Klesla (* 21. března 1982, Nový Jičín) je bývalý český hokejový obránce.

## Hráčská kariéra

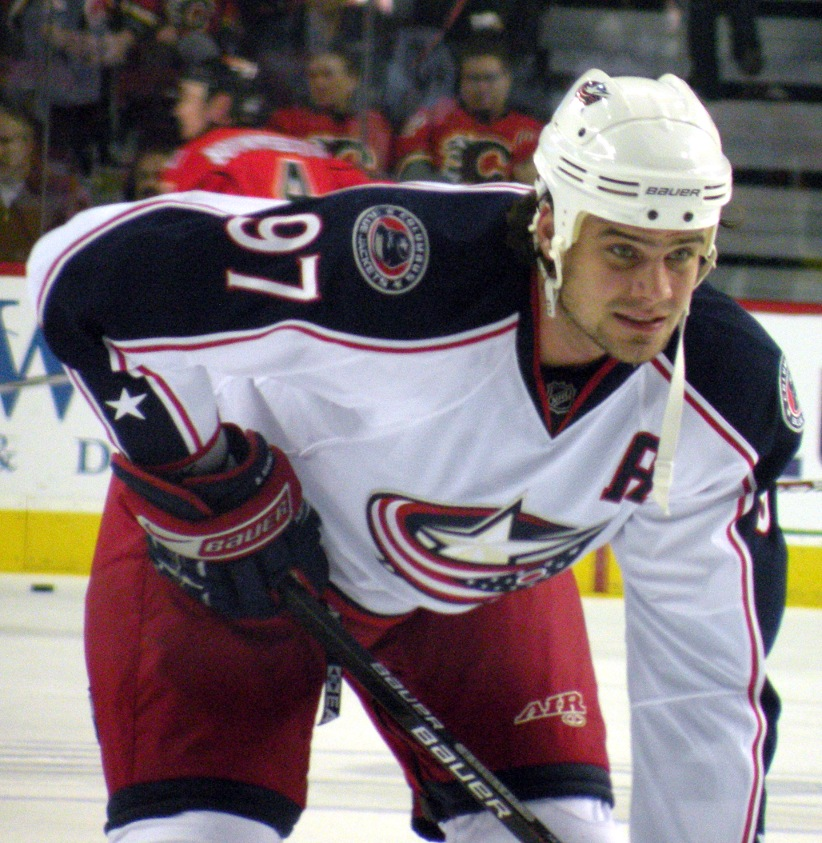
Obránce Rostislav Klesla (Columbus Blue Jackets)

Rostislav začínal s hokejem v Novém Jičíně, kde se také roku 1982 narodil. Pozdější kluby, kterými prošel byly v Olomouci a Opavě. V patnácti letech přestoupil do tamějšího klubu v Sioux City, kde odehrál jednu sezónu. Následné roky trávil v OHL a CHL. Klesla byl v roce 2000 draftován týmem Columbus Blue Jackets na celkově 4. místě, v týmu byl draftován jako 1. Na konci sezony 07/08 měl odehraných 329 zápasů, 29 branek a 59 asistencí. 18. dubna 2006 podepsal s Columbusem prodloužení smlouvy na další čtyři roky. Roku 2000 se také stal mistrem světa na turnaji hráčů do 20 let. První reprezentační start za muže nastal 20. dubna 2002 v Norimberku. 28. února 2011 byl vyměněn do Phoenixu Coyotes za Scottieho Upshalla a Sami Lepista. Dne 5. března 2014, při posledním přestupovém dnu v NHL byl spolu s Chrisem Brownem vyměněn za Martina Erata, Johna Mitchella a čtvrtou volbu draftu v roce 2015 do týmu Washington Capitals. V novém působišti příliš dlouho nepobyl, protože jen pár hodin po jeho trejdu byl společně s Michalem Neuvirthem vyměněn do Buffala Sabres za slovenského brankáře Jaroslava Haláka a výběr ve třetím kole draftu 2015. V sezoně 2014/2015 nastupoval za HC Oceláři Třinec. V roce 2016 ukončil s týmem smlouvu. Od 6. 12. 2019 trénuje s Mojmírem Trličíkem tým HC Vitkovice Ridera.

## Ocenění a úspěchy
- 2000 CHL - All-Rookie Tým
- 2000 OHL - All-Rookie Tým
- 2001 OHL - První All-Star Tým
- 2001 MSJ - All-Star Tým
- 2001 MSJ - Nejlepší obránce
- 2001 MSJ - Nejlepší střelec mezi obránci
- 2001 MSJ - Nejproduktivnější obránce
- 2002 NHL - All-Rookie Team

## Prvenství
- Debut v NHL - 7. října 2000 (Columbus Blue Jackets proti Chicago Blackhawks)
- První gól v NHL - 12. října 2000 (Calgary Flames proti Columbus Blue Jackets, kanadskému brankáři Mikemu Vernonovi)
- První asistence v NHL - 14. října 2001 (Chicago Blackhawks proti Columbus Blue Jackets)

## Klubová statistika
| Sezóna       | Klub                    | Soutěž       |     | Základní část | Základní část | Základní část | Základní část | Základní část |   | Play off | Play off | Play off | Play off | Play off |
| Sezóna       | Klub                    | Soutěž       | Z   | G             | A             | B             | TM            | Z             | G | A        | B        | TM       |          |          |
| 1997/1998    | HC Slezan Opava         | ČHL-20       | 38  | 11            | 18            | 29            | 87            | 8             | 2 | 2        | 4        | 0        |          |          |
| 1998/1999    | Sioux City Musketeers   | USHL         | 54  | 4             | 12            | 16            | 100           | 5             | 2 | 0        | 2        | 2        |          |          |
| 1999/2000    | Brampton Battalion      | OHL          | 67  | 16            | 29            | 45            | 174           | 6             | 1 | 1        | 2        | 21       |          |          |
| 2000/2001    | Columbus Blue Jackets   | NHL          | 8   | 2             | 0             | 2             | 6             | —             | — | —        | —        | —        |          |          |
| 2000/2001    | Brampton Battalion      | OHL          | 45  | 18            | 36            | 54            | 59            | 9             | 2 | 9        | 11       | 26       |          |          |
| 2001/2002    | Columbus Blue Jackets   | NHL          | 75  | 8             | 8             | 16            | 74            | —             | — | —        | —        | —        |          |          |
| 2002/2003    | Columbus Blue Jackets   | NHL          | 72  | 2             | 14            | 16            | 71            | —             | — | —        | —        | —        |          |          |
| 2003/2004    | Columbus Blue Jackets   | NHL          | 47  | 2             | 11            | 13            | 27            | —             | — | —        | —        | —        |          |          |
| 2004/2005    | HC Vsetin               | ČHL          | 41  | 7             | 17            | 24            | 136           | —             | — | —        | —        | —        |          |          |
| 2004/2005    | Hämeenlinnan Pallokerho | SM-l         | 9   | 1             | 2             | 3             | 12            | 10            | 0 | 2        | 2        | 12       |          |          |
| 2005/2006    | Columbus Blue Jackets   | NHL          | 51  | 6             | 13            | 19            | 75            | —             | — | —        | —        | —        |          |          |
| 2006/2007    | Columbus Blue Jackets   | NHL          | 75  | 9             | 13            | 22            | 105           | —             | — | —        | —        | —        |          |          |
| 2007/2008    | Columbus Blue Jackets   | NHL          | 82  | 6             | 12            | 18            | 60            | —             | — | —        | —        | —        |          |          |
| 2008/2009    | Columbus Blue Jackets   | NHL          | 34  | 1             | 8             | 9             | 38            | 4             | 0 | 1        | 1        | 0        |          |          |
| 2009/2010    | Columbus Blue Jackets   | NHL          | 26  | 2             | 6             | 8             | 26            | —             | — | —        | —        | —        |          |          |
| 2010/2011    | Columbus Blue Jackets   | NHL          | 45  | 3             | 7             | 10            | 17            | —             | — | —        | —        | —        |          |          |
| 2010/2011    | Phoenix Coyotes         | NHL          | 16  | 1             | 0             | 1             | 12            | 4             | 0 | 0        | 0        | 7        |          |          |
| 2011/2012    | Phoenix Coyotes         | NHL          | 65  | 3             | 10            | 13            | 54            | 15            | 2 | 6        | 8        | 4        |          |          |
| 2012/2013    | HC Oceláři Třinec       | ČHL          | 18  | 0             | 1             | 1             | 30            | —             | — | —        | —        | —        |          |          |
| 2012/2013    | Phoenix Coyotes         | NHL          | 38  | 2             | 6             | 8             | 22            | —             | — | —        | —        | —        |          |          |
| 2013/2014    | Phoenix Coyotes         | NHL          | 25  | 1             | 3             | 4             | 24            | —             | — | —        | —        | —        |          |          |
| 2013/2014    | Portland Pirates        | AHL          | 21  | 3             | 6             | 9             | 16            | —             | — | —        | —        | —        |          |          |
| 2014/2015    | HC Oceláři Třinec       | ČHL          | 41  | 5             | 8             | 13            | 44            | 16            | 0 | 3        | 3        | 16       |          |          |
| 2015/2016    | HC Oceláři Třinec       | ČHL          | 33  | 1             | 6             | 7             | 16            | —             | — | —        | —        | —        |          |          |
| Celkem v NHL | Celkem v NHL            | Celkem v NHL | 659 | 48            | 111           | 159           | 620           | 23            | 2 | 7        | 9        | 11       |          |          |

## Reprezentace
| Rok                       | Tým                       | Soutěž                    | Z  | G | A | B | TM |
| ------------------------- | ------------------------- | ------------------------- | -- | - | - | - | -- |
| 2001                      | Česko 20                  | MSJ                       | 7  | 3 | 4 | 7 | 4  |
| 2002                      | Česko                     | MS                        | 7  | 1 | 2 | 3 | 2  |
| 2007                      | Česko                     | MS                        | 4  | 1 | 0 | 1 | 8  |
| Juniorská kariéra celkově | Juniorská kariéra celkově | Juniorská kariéra celkově | 7  | 3 | 4 | 7 | 4  |
| Seniorská kariéra celkově | Seniorská kariéra celkově | Seniorská kariéra celkově | 11 | 2 | 2 | 4 | 10 |